# Gregor Kimpfler
Gregor Kimpfler (Taufname Thomas, * 24. Dezember 1627 in Salzburg; † 4. November 1693 in Scheyern) war von 1658 bis 1693 Abt des Klosters Scheyern und ab 1689 Leiter der Bayerischen Benediktinerkongregation (SS. Angelorum).

## Leben
Er kam als Sohn des fürsterzbischöflich-salzburgischen Hofeinkäufers Hanns Kimpfler und seiner Ehefrau Katharina (geb. Eder) zur Welt. Am 26. Dezember 1641 legte er in der Abtei Scheyern die Profess ab. Danach studierte an der Universität Ingolstadt und ab 1646 an der  Benediktineruniversität Salzburg. Am 20. März 1649 empfing er in Salzburg die Diakonenweihe. Am 1. Juli 1655 wurde er zum Dr. jur. und am 8. Juli hier zum Dr. theol. promoviert.

## Werk
Von 1653 bis 1657 lehrte er Kirchenrecht an der Universität Salzburg. Danach ging er als Prior nach Scheyern und wurde dort am 6. Mai 1658 zum Abt gewählt.
Er ist einer Mitbegründer der sich 1684 konstituierenden Bayerischen Benediktinerkongregation, deren Abtpräses er von 1689 bis 1692 wurde. Als Abt von Scheyern war er 1660 und 1678 Präses der Benediktineruniversität Salzburg. Ebenso war er Abgeordneter des Prälatenstandes im Kurfürstentum Bayern.
Von ihm stammen verschiedene theologische und kanonistische Werke, von denen einige mehrere Auflagen erlebten. Seine Manductio Ad Perfectionem Religiosam wurde bis ins Jahr 1984 in mehrere Sprachen übersetzt und immer wieder neu aufgelegt. Die von seinem Mitbruder Augustin Mair (später Abt von Kloster Weltenburg) verfasste Totenpredigt enthält Angaben zu seinem Leben und Wirken. Unter Gregor Kimpfler erlebte das Kloster Scheyern nach den Wirren des Dreißigjährigen Krieges einen neuen Höhepunkt.
Sein Bruder Rupert (1638–1708) war von 1678 bis zu seinem Tod 1708 Abt des Benediktinerstifts Gleink, seine Schwester Maria C(K)atharina war von 1654 bis 1685 Äbtissin des Benediktinerklosters Kühbach. Ein weiterer Bruder namens Bernhard († 16. Juli 1669) unterrichtete ebenso wie er an der Benediktineruniversität Salzburg.

## Schriften
- Quaestiones Theologicae. Ex Summa S. Thomae (Präses: Schwab, Marianus).  Salisburgi 1653.
- Manuductio Ad Perfectionem Religiosam Per vias rectas & planas.  Romae 1690. Monachii 1694 (deutsche Übersetzung: Popp, Hannelore, München-Pasing 1984).
- Tractatus Theologico-Moralis In decem Decalogi, & quinque Ecclesiae Praecepta (Hrsg. Inderstorffer, Joseph). Ratisbonae 1708.
- Theologiae Moralis. Ratisbonae 1735 (Bd. 1–2) (Neuauflage: Palala Press 2016, ISBN 978-1354785898).